# I Am the Sun (singel Swans)
I Am the Sun – singel amerykańskiego zespołu Swans, wydany w 1997 w limitowanej edycji przez Überschall Records i Die Stadt.
Singel zawiera wersje dwóch kompozycji z płyty The Great Annihilator. „I Am the Sun” (nagrany na koncercie w 1996) znalazł się również na reedycji tego albumu z 2002 oraz na dwupłytowej reedycji The Great Annihilator / Drainland z 2017. „My Buried Child” (w wersji akustycznej) pochodzi z sesji nagraniowej zrealizowanej przez Michaela Girę i Jarboe dla radia VPRO pod koniec 1994 (w tytule podano błędnie 1995). Autorem utworów jest Michael Gira, współautorką drugiego z nich jest Jarboe (kompozycja ta znalazła się wcześniej na jej solowym albumie Sacrificial Cake z 1995).

## Lista utworów
Wersja 7":
| Nr | Tytuł utworu                                          | Długość |
| -- | ----------------------------------------------------- | ------- |
| 1. | „I Am the Sun” (Recorded Live at the Flesh Club 1996) | 5:48    |
| 2. | „My Buried Child” (Live VPRO Radio 1995)              | 2:14    |
|    |                                                       | 8:02    |

## Twórcy
- Michael Gira – śpiew, gitara elektryczna, gitara akustyczna
- Jarboe – śpiew, instrumenty klawiszowe
- Clinton Steele – gitara elektryczna
- Bill Bronson – gitara basowa
- Phil Puleo – perkusja